# Anette Sevreus
Eva Anette Sevreus, född 27 november 1961 i Örgryte, är en svensk skådespelare.

## Filmografi
- 1997 – Soulscapes
- 1999 – Noll tolerans
- 2000 – Så här kom man på att flyga
- 2001 – Spegel, spegel
- 2001 – Kommissarie Winter (TV-serie)
- 2002 – Crackaparkz
- 2003 – Om jag vänder mig om
- 2003 – Daybreak
- 2003 – Sandarinernas sång
- 2004 – Orka! Orka! (TV-serie)
- 2005 – En decemberdröm (TV-serie)
- 2007 – Linas kvällsbok
- 2007 – Bitter Sweetheart
- 2008 – Patrik 1,5
- 2009 – Susans längtan
- 2009 – Riverside (TV-serie)
- 2010 – Avkomman
- 2011 – Gynekologen i Askim (TV-serie)
- 2012 – Monologen
- 2013 – Wallander – Försvunnen
- 2015 – Den perfekta stöten
- 2016 – Kärlek & vilja
- 2019 – Lantisar